# Bratkivți, Tîsmenîțea
Bratkivți (în ucraineană Братківці) este o comună în raionul Tîsmenîțea, regiunea Ivano-Frankivsk, Ucraina, formată numai din satul de reședință.

## Demografie
Componența lingvistică a comunei Bratkivți
     Ucraineană (99,75%)
     Alte limbi (0,25%)
Conform recensământului din 2001, majoritatea populației comunei Bratkivți era vorbitoare de ucraineană (99,75%), existând în minoritate și vorbitori de alte limbi.